# بلدة فلاشينغ (ميشيغان)
فلاشينغ (بالإنجليزية: Flushing Township, Michigan)‏ هي بلدة تقع في مقاطعة جينيسي (ميشيغان) بولاية ميشيغان في الولايات المتحدة. تأسست عام 1835، تبلغ مساحتها 80.3 (كم²)، وترتفع عن سطح البحر 213 م، بلغ عدد سكانها 10640 نسمة في عام 2010 حسب إحصاء مكتب تعداد الولايات المتحدة وتصل الكثافة السكانية فيها 133 نسمة/كم2.

## وصلات خارجية
- http://www.flushingtownship.com
- The US50 - Cities and Towns in Michigan State
- Michigan Cities and Towns, Facts, Map, Flag, Colleges, Government, and More